# Abraham Alcinius
Abraham Alcinius, född 1642, död 18 maj 1709 i Stockholm, var en svensk präst.

## Biografi
Abraham Alcinius föddes i Hova församling eller Älgarås församling. Han var son till komministern Jonas Jacobi Alcinius i Hova församling och Sigrid. Alcinius blev i maj 1659 student vid Uppsala universitet och var medlem i Västgöta nation. Han prästvigdes 7 augusti 1673 i Uppsala domkyrka till huspredikant hos Elin Ulfsparre och blev 1673 predikant vid Amilraitetet. Alcinius blev 9 december 1680 kompastor i Ladugårdslands församling och 22 oktober 1697 kyrkoherde i församlingen. Han var opponent vid prästmötet i Uppsala 1698 och predikant vid prästmötet i Uppsala 1699. Alcinius blev även 1699 assessor i Stockholms konsistorium, tillträdde 30 augusti samma år. Han avled 1709 i Stockholm.

### Egendom
Alcinius fick 19 juli 1701 fritomtbrev på kvarteret Järnlodet, där han byggde sin gård.

### Familj
Alcinius var gift med Ceciclia Nilsdotter Fast. De fick tillsammans barnen Margareta Alcinius (född 1676), Jacob Alcinius (född 1677), Catharina Alcinius (född 1679) och kyrkoherden Johannes Alcinius (1683–1723) i Gladhammars församling.